# Ponte d'Augusto (Narni)
Ponte d'Augusto (italijansko za 'Avgustov most') je rimski ločni most v italijanskem mestu Narni v Umbriji, zgrajen za potrebe premostitve rimske ceste Via Flaminia čez reko Nero. Od prvotnih štirih razponov 160 metrov dolgega mostu je ostal samo najjužnejši.
V ruševinah je od leta 1054. 

## Zgodovina
Most je bil zgrajen pod Avgustom okoli leta 27 pred našim štetjem z uporabo marmornih blokov. 30 m visok, je bil eden največjih mostov, ki so jih zgradili Rimljani.
Po podatkih Umbrijske nadzornice arheološke dediščine :
Zapletenost strukture in številne nepravilnosti kažejo, da je bila gradnja dolgotrajna zadeva. Očitki starodavnih restavracij kažejo na strukturne okvare, ki so posledica intenzivne uporabe ali naravnih nesreč. Kronike iz srednjega veka poročajo o propadih, ki so jih povzročili poplave in potresi. Dokumentacija določa natančen datum za sesutje tretjega pilona, ki se je zgodilo leta 1855. V 1970-ih so na mostu potekala ojačitvena dela. Ohranjen lok je utrpel škodo zaradi nedavnih potresov, zlasti potresa leta 2000. Restavratorska dela so zdaj v teku.
Most je bil priljubljena točka na Grand Tour.
James Hakewill je v A picturesque tour of Italy (Slikovit ogled Italije) (1816–1817) zapisal:
Malo je relikvij antike, ki popotnika navdušujejo z večjimi idejami o rimski veličastnosti, kot ga ponuja pogled na ta most ... Zgrajen je iz velikih blokov belega marmorja, lepo klesanih in vgrajenih, vendar brez videza uporabe cementa ali celo železnih skob, da jih držijo skupaj.
Hakewill navaja, da je opis mostu najden v Roma antiqua et restaurata, Biondo, Forli, 1558; iz antike pa navaja tudi Marcialov epigram, v katerem je most omenjen.
Angleški slikar J. M. W. Turner je leta 1819 naredil skice mostu, ki jih danes hrani Galerija Tate.
Francoski slikar Jean-Baptiste-Camille Corot (1796–1875) je leta 1826 izdelal znamenito sliko Most pri Narniju, ki danes visi v Louvru.

## Mere
Verjetna razpetina štirih prvotnih lokov: 19.20m, 32.10m, 18.00m in 16.00m, od katerih stoji prvi  najjužnejši lok.